# Fleckenkantschile
Fleckenkantschile (Moschiola) sind eine Gattung der Hirschferkel mit drei Arten. Sie sind nur unwesentlich größer als die Kleinkantschile und zählen somit zu den kleinsten Paarhufern überhaupt.

## Merkmale
Fleckenkantschile erreichen eine Kopf-Rumpf-Länge von 46 bis 60 Zentimetern, eine Schulterhöhe von 25 bis 30 Zentimetern und ein Gewicht von 2,2 bis 2,7 Kilogramm. Ihr Fell ist an der Oberseite grau gefärbt und mit weißen, streifenförmig angeordneten Flecken versehen. An der Kehle befinden sich fünf bis sieben weiße Streifen, auch der Bauch ist weiß. Im Körperbau ähneln sie mit ihrem stämmigen Körper und den zierlichen Beinen den anderen Hirschferkeln, wie diese haben sie weder Hörner noch Geweih. Dafür sind wie bei den anderen Arten die oberen Eckzähne vergrößert, beim Männchen mehr als beim Weibchen.

## Lebensraum und Lebensweise
Fleckenkantschile leben in Indien und Sri Lanka, möglicherweise auch im südlichen Nepal. Ihr Lebensraum dürften mit dichtem Unterholz versehene Wälder sein.
Über ihre Lebensweise ist kaum etwas bekannt, vermutlich stimmt sie mit der der anderen Kantschile überein. Sie sind ausschließlich nachtaktiv und sehr scheu, weswegen man sie kaum zu Gesicht bekommt. Zum schnelleren Vorwärtskommen legen sie Trampelpfade im Dickicht an. Vermutlich sind sie territorial und leben einzelgängerisch oder in monogamen Paaren. Ihre Nahrung besteht aus Blättern, Knospen und Früchten.
Aufgrund ihrer zurückgezogenen Lebensweise lassen sich auch kaum Angaben über den Gefährdungsgrad machen, die IUCN stufte die drei Arten 2008 aber als „nicht gefährdet“ (least concern) ein.

## Systematik
Fleckenkantschile sind eng mit den Klein- und Großkantschilen (Gattung Tragulus) verwandt und werden manchmal in die gleiche Gattung eingeordnet. Sie unterscheiden sich jedoch vorwiegend im Vorhandensein der Flecken und im Fehlen einer Drüse im Unterkiefer.
Ursprünglich wurden alle Fleckenkantschile in einer Art zusammengefasst. Laut morphologischen Untersuchungen durch Groves und Meijaard (2005) können jedoch nach dem phylogenetischen Artkonzept drei Arten unterschieden werden:
- der Indien-Kantschil (Moschiola indica (Gray, 1852)) auf dem indischen Festland,
- der Ceylon-Kantschil (Moschiola meminna (Erxleben, 1777)) in den Trockengebieten Sri Lankas und
- der Gelbstreifenkantschil (Moschiola kathygre Groves & Meijaard, 2005) in den Feuchtgebieten Sri Lankas.